# Ideogram (architektura)

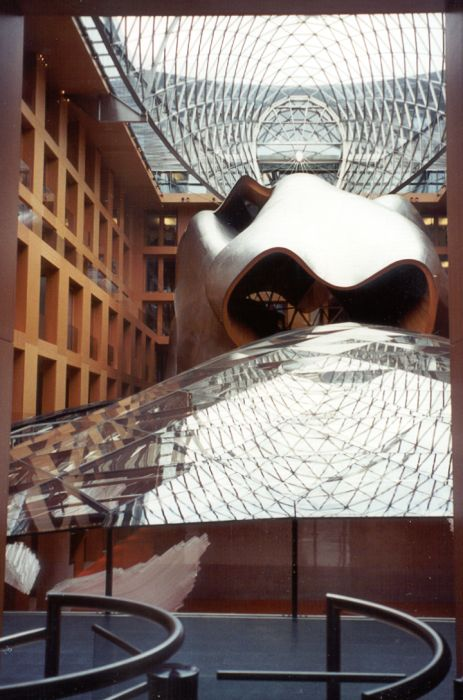
DG Bank w Berlinie 2000/ architekt Frank O. Ghery

Ideogram – syntetyczny znak graficzny, zapis łączący koncepcję kształtu i idei, odgrywa istotną rolę w konkretyzowaniu i przekazywaniu znaczeń zawartych w dziele architektonicznym. Jest sam w sobie symbolem, skrótem myślowym podstawionym w miejsce skomplikowanej całości. 
Zapisem koncepcji przestrzennych w postaci skrótowych znaków graficznych posługują się wszyscy architekci. Badanie ideogramów zrealizowanych budowli pogłębia percepcję odbiorców - ułatwia odczytanie i interpretację znaczeń w nich zawartych, zbliża do poznania istoty dzieła, ułatwia poruszanie się w przestrzeni, wpływa na pełniejsze wykorzystanie wpisanych w dany obiekt funkcji. Stanowi zatem istotny i skuteczny instrument w procesie komunikacji pomiędzy twórcą a odbiorcą.
Ideogram może odnosić się do różnych elementów dzieła architektonicznego, zarówno w zakresie jego struktury przestrzennej, jak i warstwy znaczeniowej. 
W pierwszym przypadku związany jest najczęściej z planem budynku lub wzajemnych zależności kilku budynków (tu najczęściej architekci posługują się rzutami), ale bywa też, że taki ideogram odnosi się do jego koncepcji bryłowej, elewacji czy przekroju. W drugim przypadku ideogram odnosi się do idei symbolicznej budynku, do zawartych w jego architekturze różnorodnych metafor.

## Przykład

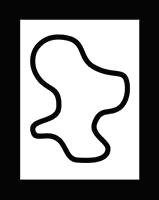
Ideogram DG Bank w Berlinie, A. Sliwa

Ideogram DG Bank w Berlinie ukazuje wyraziste przeciwstawienie formy zewnętrznej budynku z ukształtowaniem wewnętrznego atrium. Fantazyjne atrium jest jakby morfologiczna formą wtłoczoną w regularny i monumentalny kubik. Ideogram jest jednocześnie zobrazowaniem kształtu rzutu i przekroju budynku.